# ワレヘム
ワレヘム（オランダ語: Waregem [ˈʋaːrəɣɛm]、ときにWaereghemとも）は、ベルギーのウェスト＝フランデレン州に位置する自治体。ワーレヘム、ワレゲムとも表記される。コルトレイクとヘント間のレイエ川渓谷に築かれた。コルトレイク行政区に属し、ベーフェレン（Beveren）、デッセルヘム（Desselgem）、シント＝エローイス＝ファイフェ（Sint-Eloois-Vijve）、ワレヘムの四町から成る。44.34km2に2006年1月1日現在で3万5852人が暮らしており、人口密度は809/km2。

## 歴史

### 古代
森林が広がるこの地域には、古代ローマ成立以前からレイエ川（Leie、フランス名：リース川 Lys）に沿って人が定住していた。その証拠として、この地域では銅貨やガロ・ローマ文化の遺物が出土している。また、シント＝エローイス＝ファイフェはローマ街道のカッセル-トンゲレン線とバヴェ-アウデンブルフ線が交差する交通の要衝にあった。

### 中世

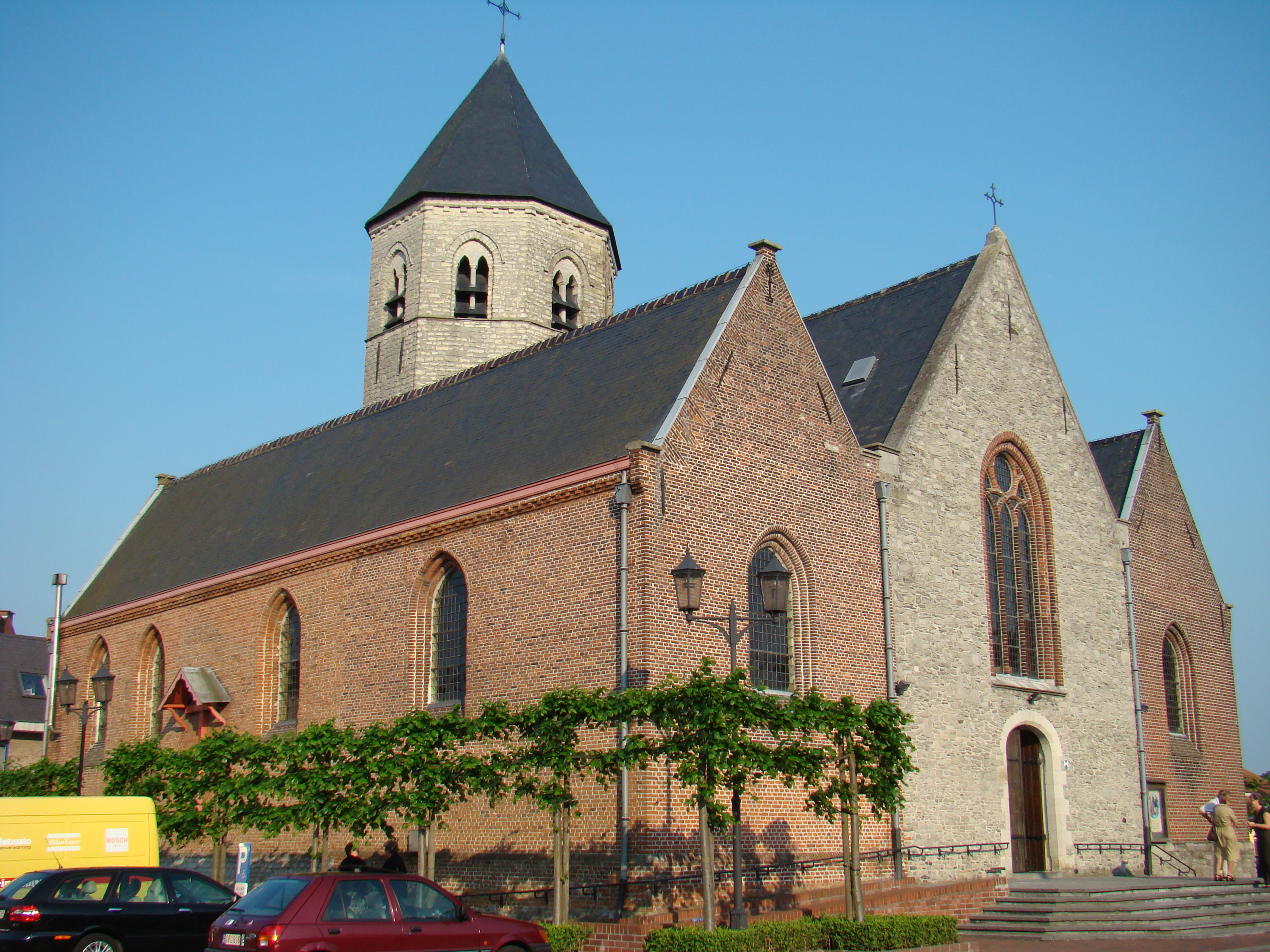
聖エローイス＝ファイフェ教会

10世紀、ワレヘムの大部分はヘントの聖ピーター修道院の所領となったが、10世紀終わりにはフランドル伯ボードゥアン4世がコルトレイクへの前進基地とした。11世紀にはフューダリズム（中世封建政治）のもと、デンデルモンデやトゥルネーの地主によって土地が分割されていった。そのころ、ワレヘムの住民はフランドル圏のほかの地域と同じく百姓、紡績工、織屋などで構成されていた。13世紀の税務書類から、当時強固な経済基盤を擁していたことが分かっている。1635年に独自に市場を開ける権利を得ようと画策したこともあったが、近隣の町の反対に遭った。しかし、1784年に神聖ローマ皇帝 ヨーゼフ2世は土曜市を開くことを許した。

### 近現代
中世の土地の所有構造の大部分は、町の人口が4500人に達する18世紀の終わりまで変わらなかった。コルトレイク-ヘント間に主要道が開通すると、ワレヘムには馬車用の厩が建てられた。フランス革命はこの地に厳しい宗教の制限を生む一方、近代的な行政構造と政治的自立をもたらした。旧来の繊維業は19世紀中に衰退したが、レイエ川を利用したアマの水運は20世紀に入っても続いた。ワレヘムが公式に都市のタイトルを得たのは2000年1月1日のことであった。

## 名所

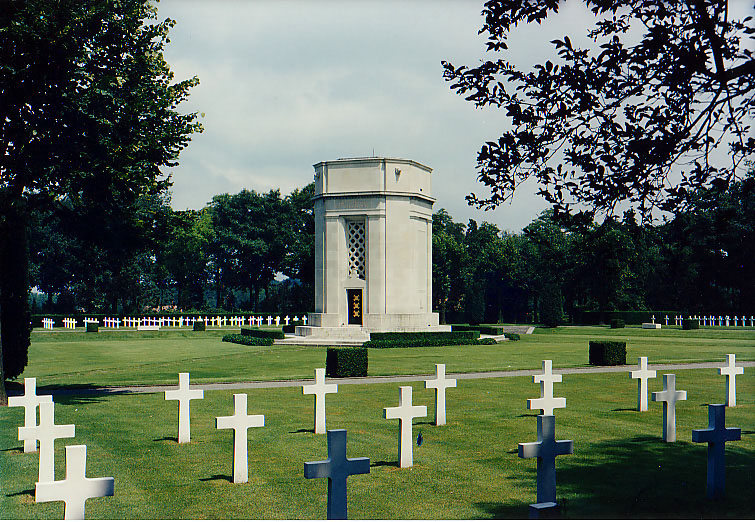
フランドル地域アメリカ人墓地・記念碑

- 町の南東端にはフランドル地域アメリカ人墓地・記念碑が置かれている。これは第一次世界大戦のアメリカ兵墓地ではヨーロッパ最小規模、ベルギーで唯一の墓地で、第一次大戦のベルギー解放時に戦死したアメリカ兵368名が眠っている。園内の礼拝堂には行方不明となった43名の名が刻まれている。
- 中心街の一角に位置するバロン・カジエ城の周囲は古い木立、池、噴水などの公園になっている。
- 中世に建てられたいくつかの教会や農場もワレヘムの自慢の種となっている。

## スポーツ
- ワレヘムには競馬場があることから競馬で知られ、とりわけ1847年から毎年8月に行われる「大フランドル障害」は地元でもWaregem Koerseとして知られている。
- サッカークラブのSVズルテ・ワレヘム（旧：KSVワレヘム）のホームタウンである。
- 町は毎年開催されるドワルス・ドール・フラーンデレンという自転車大会のゴール地点になっている。また、ツール・ド・フランス2007では第三レースのスタート地点になった。

## ゆかりの人物
- エミール・クラウス - 画家

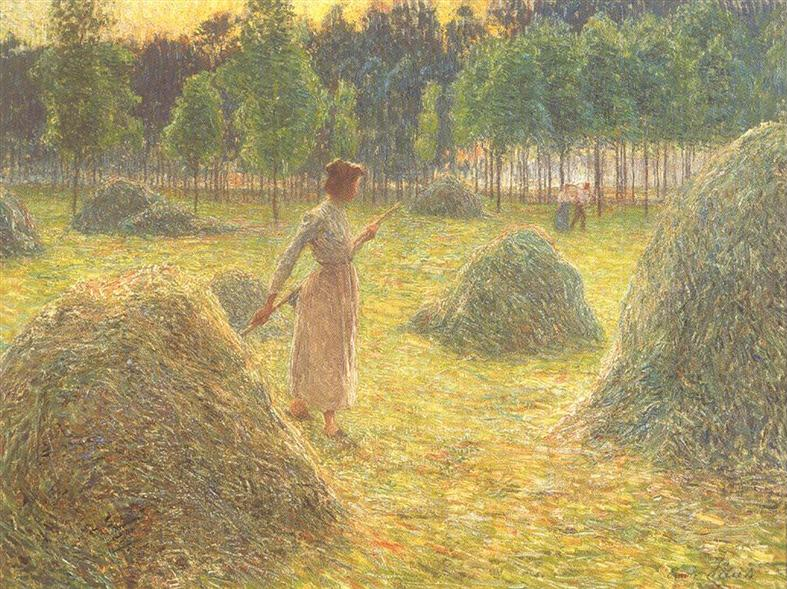
エミール・クラウスが1905年に描いた絵画。干し草の山が描かれている

- エリク・デレイク - 政治家、弁護士。元開発協力相
- ヤン・ピーター・スホッテ - ローマ教皇庁職員、枢機卿
- アン・ドゥムルメステール - ファッションデザイナー
- ペーテル・フェルメールス - 作曲家、クラリネット奏者、音楽プロデューサー
- ディック・ノーマン - テニス選手
- アルマン・デメ - 自転車ロードレース選手

## 姉妹都市
- ンガラマ（ルワンダ）
- セクサルド（ハンガリー）
- ヘレス・デ・ラ・フロンテーラ（スペイン）
- パルドゥビツェ（チェコ）
- ゴレガン（ポルトガル）